# Alt Schwerin
Alt Schwerin ist eine Gemeinde im Westen des Landkreises Mecklenburgische Seenplatte in Mecklenburg-Vorpommern (Deutschland). Sie wird vom Amt Malchow mit Sitz in der gleichnamigen Stadt verwaltet.

## Geografie und Verkehr
Alt Schwerin liegt am Tauchowsee, zwischen Drewitzer (auch Alt Schweriner See genannt) und Plauer See. Zu Alt Schwerin gehören die Ortsteile Glashütte, Jürgenshof, Mönchbusch, Ortkrug, Wendorf und die Insel Plauer Werder. Alt Schwerin hat einen Bahnhof an der Bahnstrecke Parchim–Malchow. Der Bahnhof wird in der Sommersaison von Anfang Mai bis Mitte September an den Wochenenden und in den Sommerferien täglich im Zweistundentakt von der Regionalbahn Waren/Müritz - Plau am See bedient (Stand 2024).

## Geschichte

### Name
Der Name soll mit polabisch zvěŕ für wildes Tier oder zvěŕin für Wildgehege, Tiergarten oder Pferdegestüt zusammenhängen. Spekulationen über eine Abstammung des Ortsnamens vom slawischen Gott Svarog (Swarzyn, Ort des Svarog) sind nicht belegbar.
Abweichend davon wurde er von dem altgermanischen swaran (verteidigen, stammverwandt mit schwören) hergeleitet, das erst später von einwandernden Slawen im Sinne von zvěŕ umgedeutet worden sein könnte.
Zu Beginn des 19. Jahrhunderts wurde der Ort, gelegen im ritterschaftlichen Amt Malchin, „gewöhnlich Dorf-Schwerin genannt“ und unter „S“ sortiert.

### Geschichte
Der Ort wurde 1289 erstmals urkundlich erwähnt. Ursprünglich war er ein Bauerndorf. Im 14. Jahrhundert bis Ende des 17. Jahrhunderts wurde die Familie v. Gamm als Besitzer des Gutes Alt Schwerin genannt. Besonders nach dem Dreißigjährigen Krieg wandelte sich der Ort zum Gutsdorf. Im Jahr 1720 gelang es der ansässigen Familie Wangelin den ganzen Ort zu kaufen. Das Gutshaus wurde dann um 1733 unter dem dänischen Generalleutnant Christian Friedrich von Wangelin (1682–1755) erbaut. Aber bereits 1786 musste die Familie den Ort verlassen. Es folgten zahlreiche Besitzerwechsel; 1787 kaufte es der Hauptmann Ernst Friedrich August von Flotow, 1792 der Kammerherr Theodosius von Levetzow, 1798 der Etatsrat Graf Lüttichau, 1802 der Oberjägermeister Kaspar Heinrich von Sierstorpff, 1804 der Kammerherr Ernst Werner von Raven (1763–1836). Der nächste Besitzer wurde 1840 der Rostocker Advokat Ludwig Friedrich Schulze, aber schon 1841 war es Ernst Mierendorf, 1846 Friedrich Greffrath und 1869 der Domainenrat Josua Klockmann. Im Jahr 1901 kaufte es der Berliner Großkaufmann Johann Schlutius, der bereits Karow, Hahnenhorst, Grüner Jäger, Jürgenstorf, Werder und Leisten erworben hatte.
Im 19. Jahrhundert entstanden die zwei großen Feldsteinkaten an der Dorfstraße. 1899 übernahm Johannes Schlutius das Gut. In Alt Schwerin wurde 1901 die letzte mecklenburgische Glashütte geschlossen. 1945 erfolgte die entschädigungslose Enteignung der Güter in Alt Schwerin und Jürgenshof. Alt Schwerin ist seit den 1960er Jahren ein touristisch ausgerichtetes Dorf, davon zeugen das Agroneum (Agrarhistorisches Museum), drei Hotels, zwei Campingplätze, Restaurants und Radwege in den Naturpark Nossentiner/Schwinzer Heide.

## Politik

### Gemeindevertretung und Bürgermeister
Der Gemeinderat besteht (inkl. Bürgermeister) aus acht Mitgliedern. Die Wahl zum Gemeinderat am 9. Juni 2024 hatte folgende Ergebnisse:
| Partei/Bewerber                          | Prozent | Sitze |
| ---------------------------------------- | ------- | ----- |
| Wählergemeinschaft Gemeinde Alt Schwerin | 31,68   | 3     |
| FDP                                      | 18,83   | 1     |
| SPD                                      | 15,45   | 1     |
| Einzelbewerber Platzeck                  | 14,54   | 1     |
| Einzelbewerberin Hagen                   | 8,46    | 1     |
| Einzelbewerber Doß                       | 7,67    | 1     |
| Einzelbewerber Ziebuhr                   | 3,38    | 0     |

Bürgermeister der Gemeinde ist Daniel Radtke (FDP), er wurde mit 57,34 % der Stimmen gewählt.

### Wappen
| Wappen von Alt Schwerin | Blasonierung: „In Rot zwei schräg gekreuzte Dreschflegel über einem vierspeichigen silbernen Rad mit gevierteilter Felge.“ |
| Wappen von Alt Schwerin | Wappenbegründung: In dem Wappen symbolisieren die Dreschflegel und das Rad die bedeutendste Erwerbsquelle der Einwohner, die traditionelle Landwirtschaft. Mit dem Rad soll jedoch nicht nur auf die Agrartechnik, sondern auch auf die Tradition von Handwerk und Gewerbe hingewiesen werden. Die Tingierung des Hoheitszeichens knüpft an die Farben nahezu aller adligen Besitzer Alt Schwerins an, darunter an die Farben derer von Wangelin, die einen von Rot und Silber gespaltenen Schild führen. Das Wappen wurde von dem Schweriner Karl-Heinz Steinbruch gestaltet. Es wurde am 18. April 2006 durch das Ministerium des Innern genehmigt und unter der Nr. 300 der Wappenrolle des Landes Mecklenburg-Vorpommern registriert. |

### Flagge
Die Flagge wurde vom Malchower Dieter Kurth entworfen, durch den Schweriner Karl-Heinz Steinbruch gezeichnet und am 22. März 2007 durch das Ministerium des Innern genehmigt.
Die Flagge ist längs gestreift von Rot, Weiß und Rot. Die roten Streifen nehmen je ein Sechstel, der weiße Streifen nimmt zwei Drittel der Höhe des Flaggentuchs ein. In der Mitte des weißen Streifens liegt das Gemeindewappen, das die Hälfte der Höhe des Flaggentuchs einnimmt. Die Höhe des Flaggentuchs verhält sich zur Länge wie 3:5.

### Dienstsiegel
Das Dienstsiegel zeigt das Gemeindewappen mit der Umschrift „GEMEINDE ALT SCHWERIN“.

## Kultur und Sehenswürdigkeiten
- gotische Dorfkirche Alt Schwerin, eine Saalkirche in Backstein aus dem 14. Jahrhundert; neugotischer Westturm aus Feld- und Backstein von 1866 mit achtseitigem Turmhelm; Grabkapellen vom 18. Jahrhundert
- Barockes Herrenhaus von 1773. Der eingeschossige elfachsige Backsteinbau mit Souterrain und Mansarddach liegt inmitten einer Parkanlage und wird heute als Seniorenheim genutzt. Das schmiedeeiserne Eingangstor zur Parkanlage (das allerdings mittlerweile im Agroneum steht) erhielt auf der Chicagoer Weltausstellung 1893 einen Sonderpreis und stammte ursprünglich aus Vollrathsruhe.
- Das Agroneum, ein Agrarhistorisches Museum, zeigt die Entwicklung der Mecklenburger Landwirtschaft.
- Ein Granitkreuz steht an der Verbindungsstraße zum Nachbarort Sparow in einem Wald. Es stammt vermutlich aus dem 19. Jahrhundert. Es ist unklar, ob es sich dabei um eine Wegemarke für die Sparower handelte, die zum Besuch der Kirche nach Alt Schwerin kommen mussten, oder ob es ein Sühnekreuz ist. Laut mündlicher Überlieferung soll an dieser Stelle ein Bauer beraubt und ermordet worden sein, der aus einem Tauschgeschäft lediglich Butter mitführte.[10]

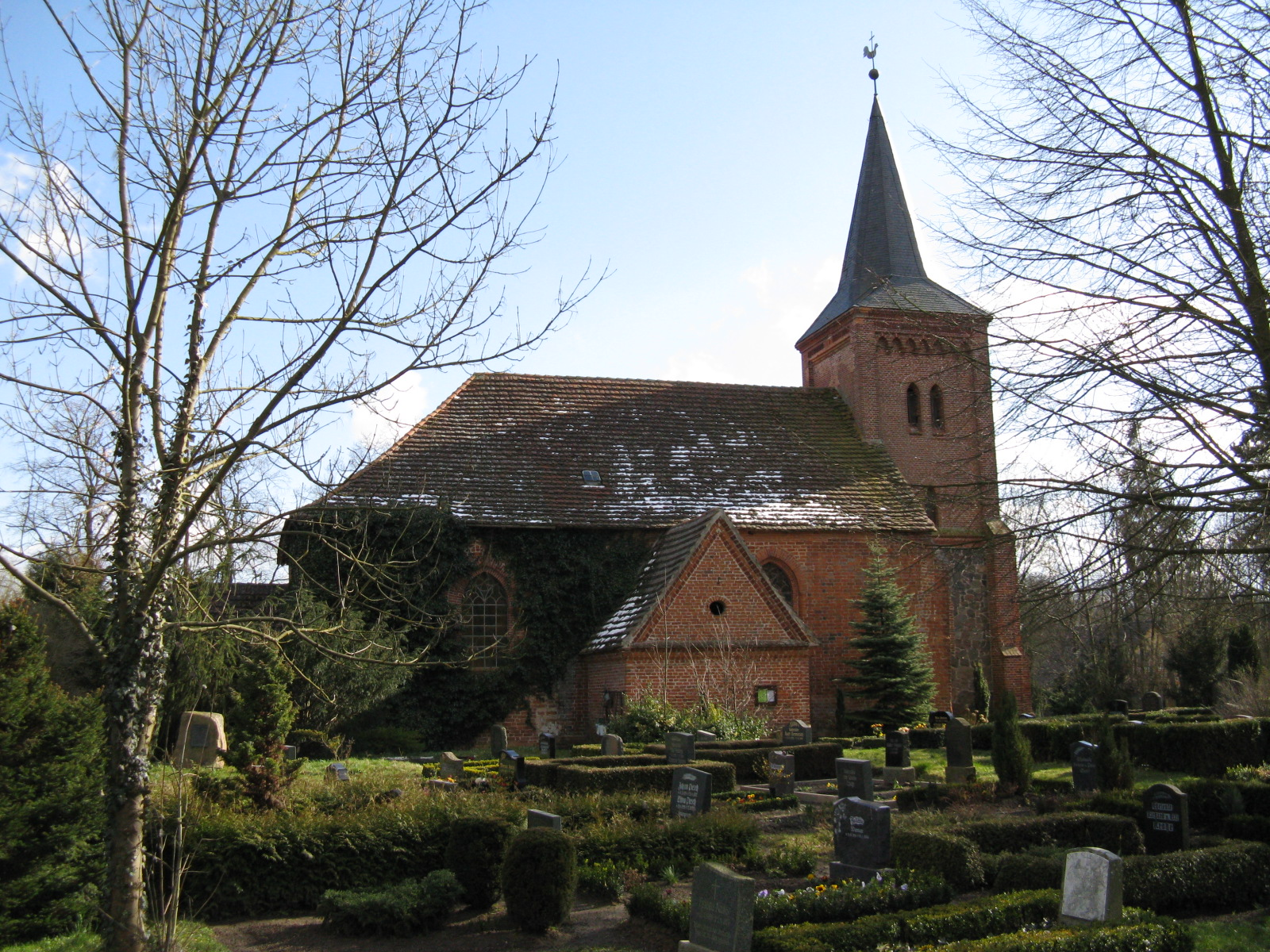
Dorfkirche Alt Schwerin
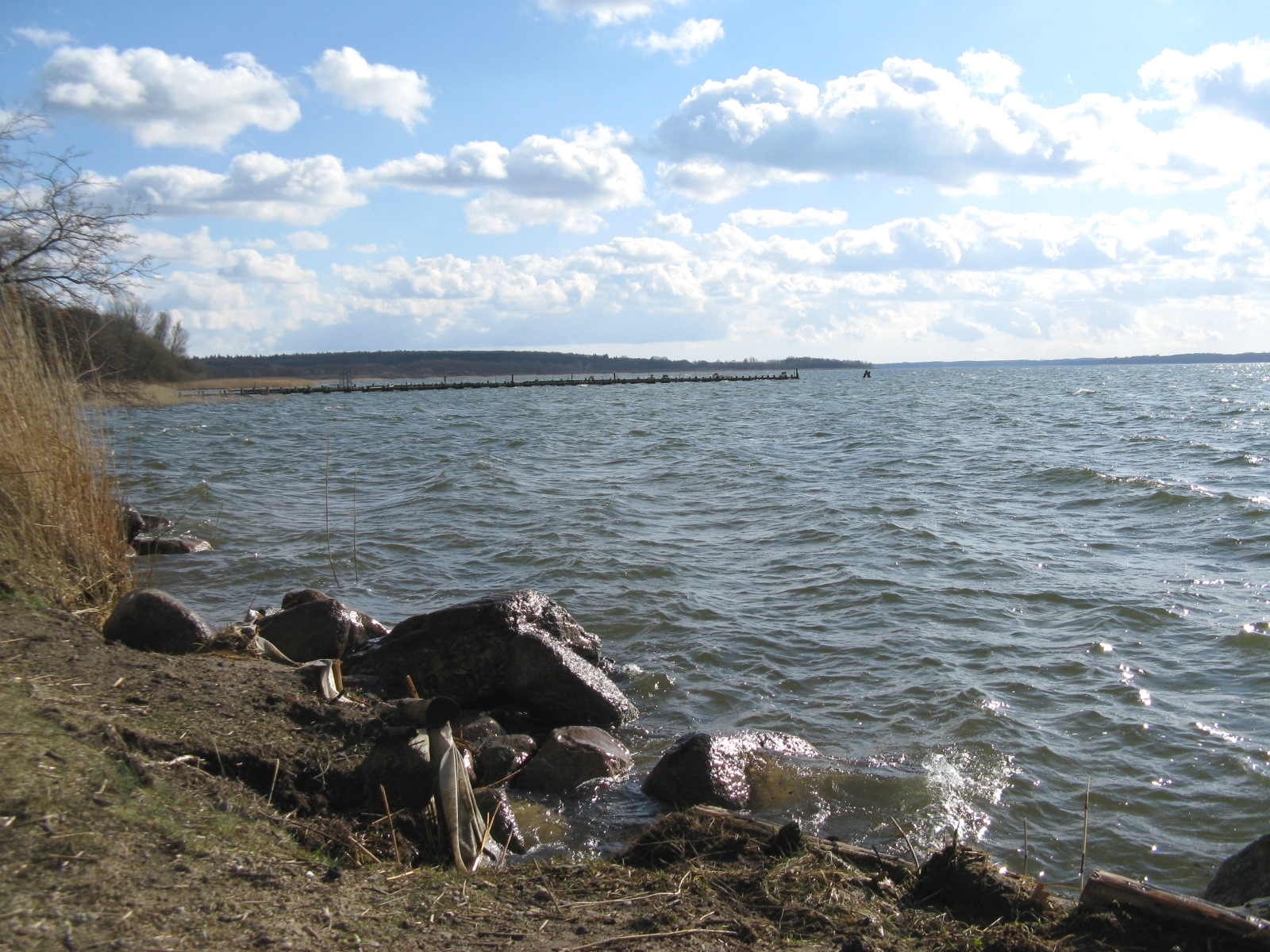
Nordufer des Plauer Sees
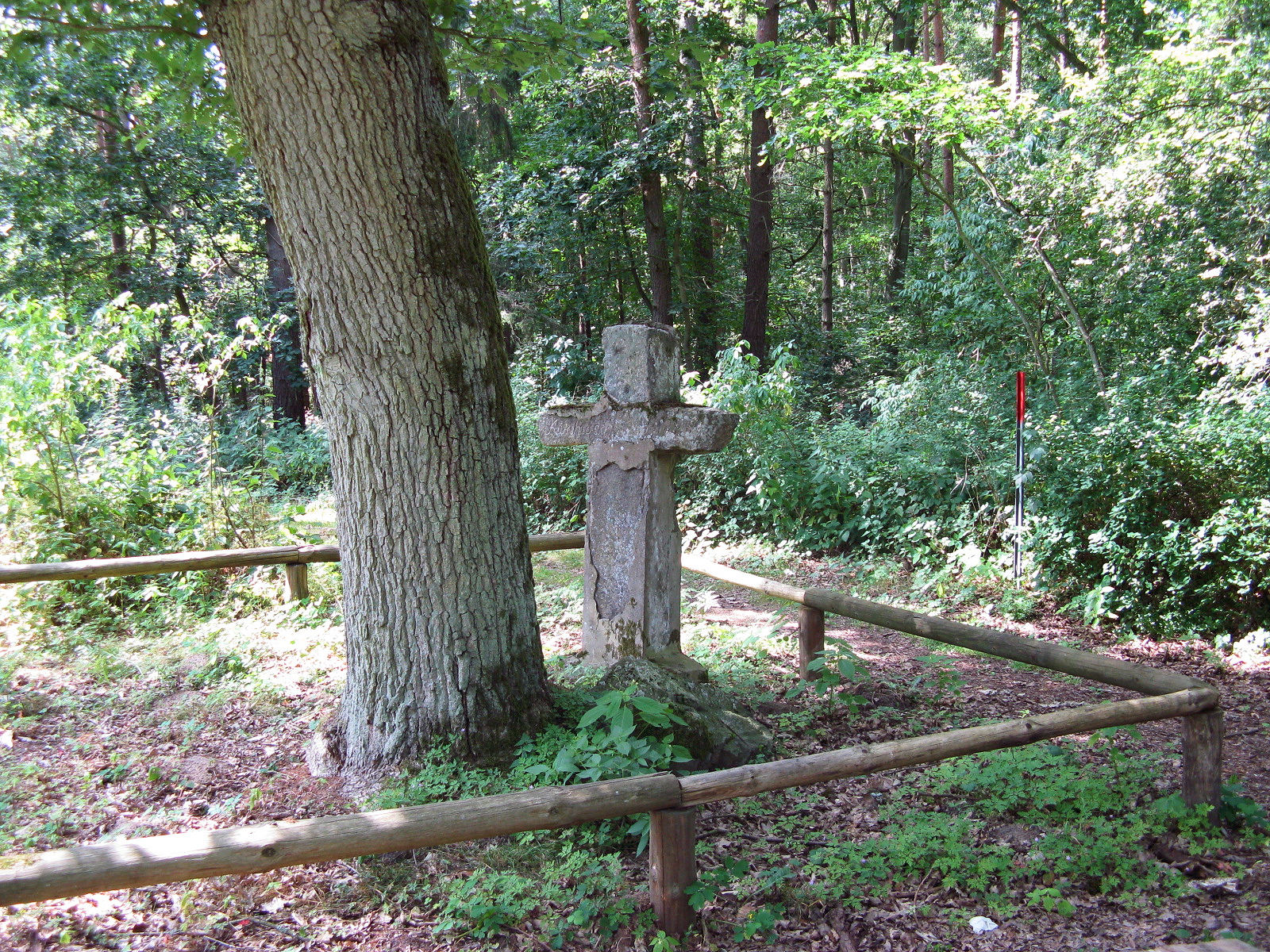
Butterkreuz am Sparower Kirchsteig

## Persönlichkeiten
- Christian Friedrich von Wangelin (1682–1755), königlich dänischer Generalleutnant und Chef des Oldenburger National Infanterie-Regiments.
- Christian Zander (1791–1872), Theologe und Pädagoge.
- Ernst Sellin (1867–1946), Theologe und biblischer Archäologe.
- Ludwig Hoffmann (* 1943 in Jürgenshof), Politiker, Oberbürgermeister der Stadt Wernigerode.